# Dasanaickenpatti
Dasanaickenpatti es una ciudad censal situada en el distrito de Salem en el estado de Tamil Nadu (India). Su población es de 5857 habitantes (2011). Se encuentra a 5 km de Salem y a 60 km de Erode.

## Demografía
Según el censo de 2011 la población de Dasanaickenpatti era de 5857 habitantes, de los cuales 2938 eran hombres y 2919 eran mujeres. Dasanaickenpatti tiene una tasa media de alfabetización del 82,68%, superio a la media estatal del 80,09%: la alfabetización masculina es del 89,11%, y la alfabetización femenina del 76,33%.